# Xerovoúni (Epirus)
Xerovoúni är ett berg i Grekland.   Det ligger i regionen Epirus, i den centrala delen av landet, 280 km nordväst om huvudstaden Aten. Toppen på Xerovoúni är 1 631 meter över havet.
Terrängen runt Xerovoúni är bergig västerut, men österut är den kuperad.Runt Xerovoúni är det glesbefolkat, med 14 invånare per kvadratkilometer. Närmaste större samhälle är Pappadátes, 19,0 km sydväst om Xerovoúni. I omgivningarna runt Xerovoúni växer i huvudsak blandskog.